# Endesa

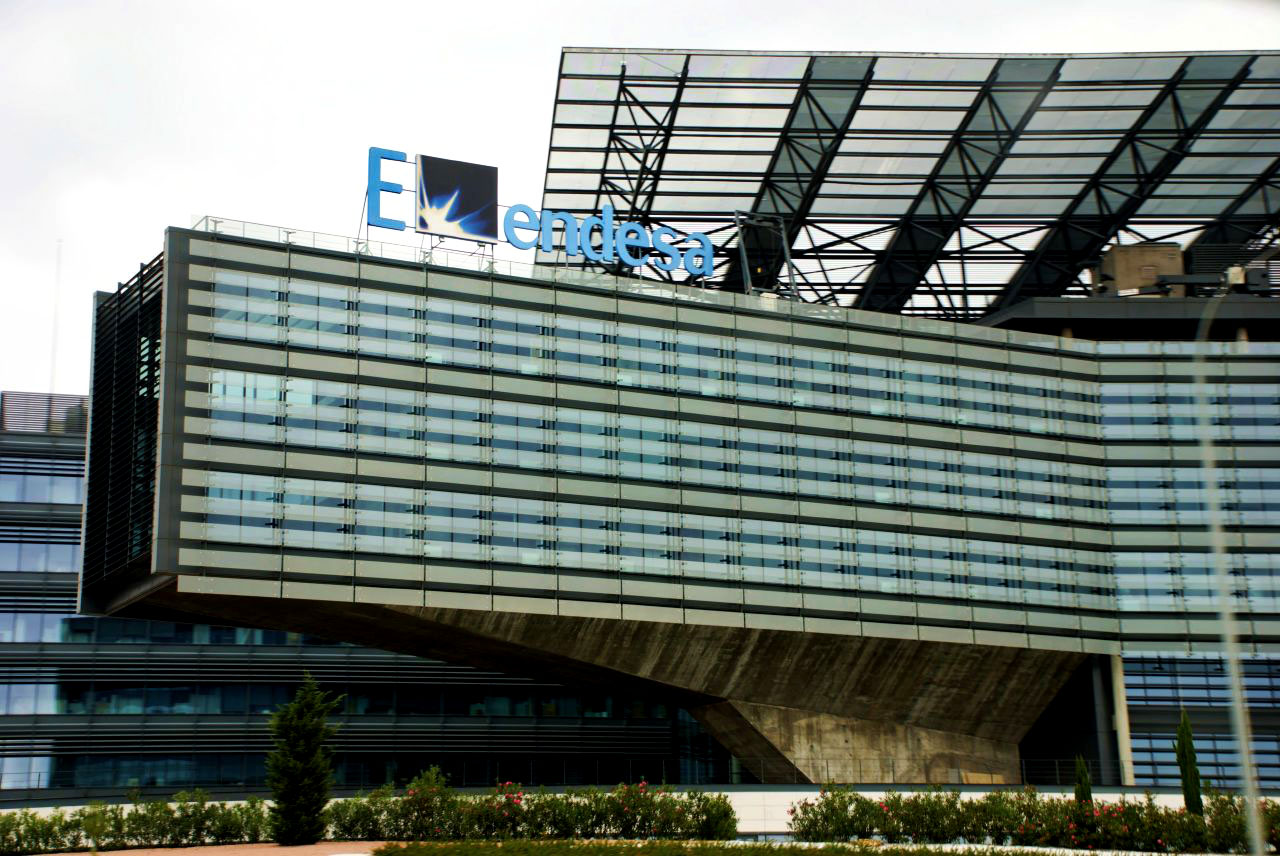
Seu d'Endesa a Madrid

Endesa, acrònim de Empresa Nacional de Electricidad, (NYSE ELE), (BMAD ELE) és una empresa espanyola del sector elèctric, gas i d'aigües, fundada el 18 de novembre de 1944.
La seva primera planta de producció fou a Compostilla (Ponferrada) als anys 50, i la segona (Compostilla II) deu anys després a Cubillos del Sil (Lleó). El 2023 era la segona companyia elèctrica d'Espanya, amb una quota de mercat del 32,5%.
Cotitza a borsa amb l'identificador ELE i forma part de l'Ibex 35. Després d'una OPA de Gas Natural i una contra-OPA d'E.ON el 2006, els dos oferents es van retirar davant d'una oferta de les empreses ENEL i Acciona.

## Història
Fou una empresa propietat de l'Estat fins que el 1988 s'inicià el procés de privatització posant a la venda el 25% de les seves accions. El 1994 se'n van posar més a la venda i finalment el 1996 es va transferir al SEPI (Sociedad Estatal de Participaciones Industriales).
Durant els anys 90 la ja multinacional va absorbir diverses empreses del sector energètic i es va introduir en altres mercats com el de les telecomunicacions, que finalment abandonà el 2005 per considerar-los no estratègics.
Albert Mitjà i Sarvisé ha estat un dels consultors de la companyia.

## Activitats

### Mobilitat elèctrica
Endesa va crear en 2018 una nova línia de negoci per a oferir serveis relacionats amb l'energia, Endesa X.

## Administració

### Consell d'administració
El consell d'administració d'Endesa està format per: 
| Càrrec          | Denominació                        |
| --------------- | ---------------------------------- |
| President       | Juan Sánchez-Calero Guilarte       |
| Vicepresident   | Flavio Cattaneo                    |
| Consell Delegat | José D. Bogas Gálvez               |
| Vocal           | Stefano de Angelis                 |
| Vocal           | Gianni Vittorio Armani             |
| Vocal           | Eugenia Bieto Caubet               |
| Vocal           | Ignacio Garralda Ruíz de Velasco   |
| Vocal           | Pilar González de Frutos           |
| Vocal           | Francesca Gostinelli               |
| Vocal           | Alicia Koplowitz y Romero de Juseu |
| Vocal           | Francisco de Lacerda               |
| Vocal           | Cristina de Parias Halcón          |
| Vocal           | Borja Acha Besga                   |

### Presidents
- Feliciano Fuster (1984-1997)
- Rodolfo Martín Villa (1997-2002)
- Manuel Pizarro Moreno (2002-2007)
- José Manuel Entrecanales (2007-2009)
- Borja Prado (2009-2019)
- Juan Sánchez-Calero Guilarte (2019-Actualitat)

## Estructura empresarial
Des de l'inici de la seva privatització, el 1988, cotitza a l'IBEX 35 amb el codi ELE.

### Accionariat
| Matriu | Societat           | % de participació |
| ------ | ------------------ | ----------------- |
| Enel   | Enel Energy Europe | 70,14%            |

## Patrocini esportiu

### Bàsquet
L'esport que concentra els principals patrocinis d'Endesa és el bàsquet. És el soci patrocinador principal de la Federació Espanyola de Bàsquet i de la selecció nacional des de 2012. En l'àmbit de competicions de clubs, és el patrocinador principal de l'ACB i dona nom a la lliga, adoptant des de 2011 per primera vegada un nom comercial, «Lliga Endesa». Durant el trienni 2018-21, serà al seu torn patrocinador global, de les dues grans competicions continentals de clubs, Eurolliga i Eurocup.Finalment, l'any 2019 la primera divisió del bàsquet femení espanyol va estrenar la nova denominació oficial de Lliga Femenina Endesa.